# Privatbrauerei Fiedler

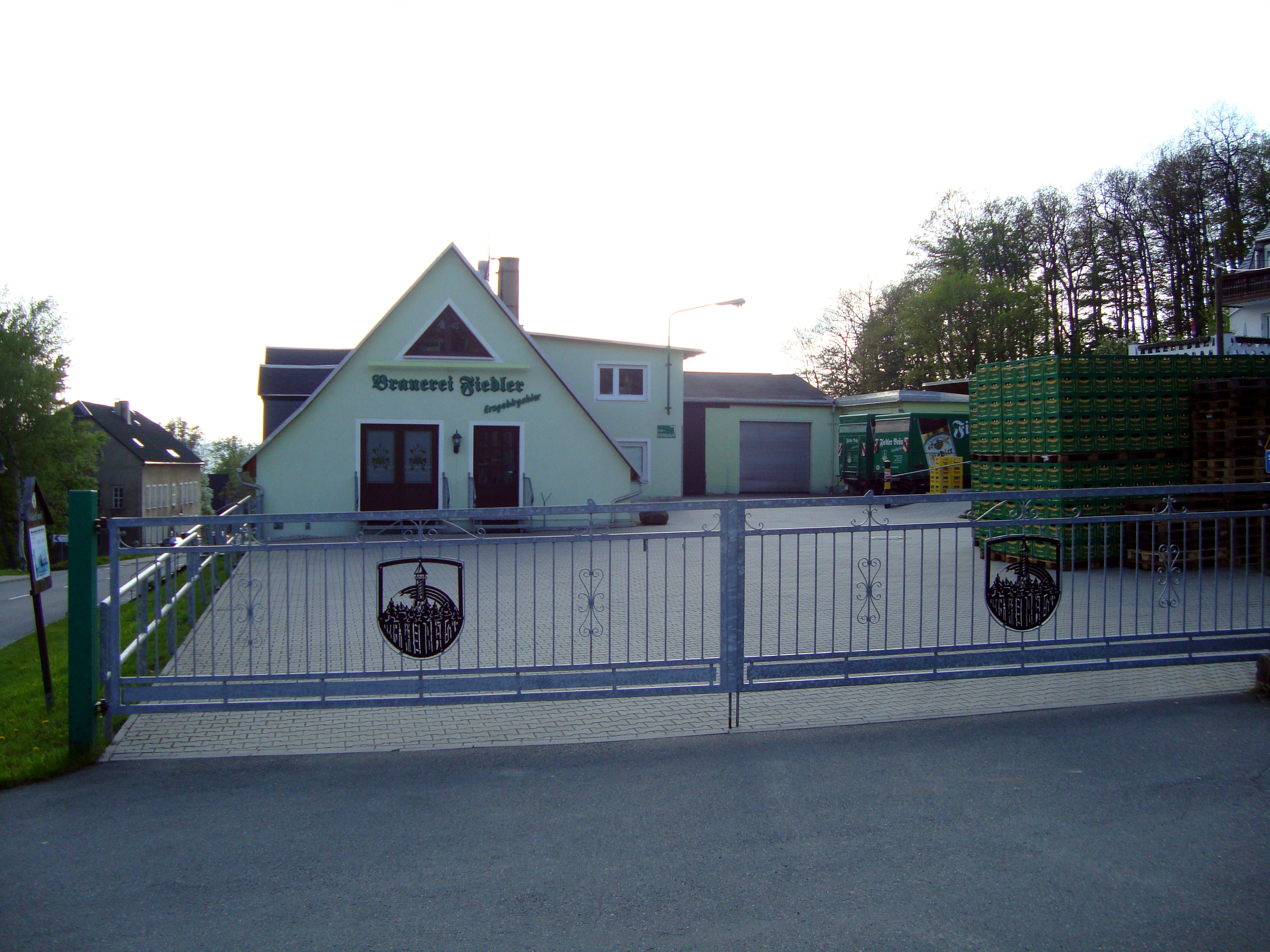
Privatbrauerei Fiedler GmbH in Oberscheibe

Die Privatbrauerei Fiedler GmbH ist eine Bierbrauerei im sächsischen Oberscheibe.

## Geschichte
Das Braurecht des Erbgerichts von Oberscheibe ist für 1537 urkundlich belegt, als es zu einem Vergleich zwischen den fünf Erbrichtern und Kretzschmarn der Dörfer Crottendorf, Großpöhla, Mittweida und Oberscheibe einerseits und den beiden Städten Elterlein und Scheibenberg andererseits über das Brauen und Schänken kam. Es wurde festgelegt, das Brauen eine Woche vor Michaelis beginnen zu dürfen und zu Ostern beenden zu müssen, zudem hatte man sich nach den beiden Städten zu richten. 1556 kam es zu einem weiteren Vergleich, der reglementierte, dass von den Dörfern bei Mangel eigenen Bieres nur aus Städten der Schönburgischen Grafschaft Hartenstein bezogen werden durfte. Die Braugeräte und -gerechtigkeit sind 1623 in einem Kaufvertrag explizit benannt. Gotthelf Friedrich Oesfeld schreibt 1777, dass im Oberscheibner Erbgericht gutes Bier gebrauet werde.
Das Braugebäude wurde um 1813 am jetzigen Standort neu errichtet. Carl Gottlob Drechsler aus Scheibenberg ist 1817 als Braumeister überliefert. Carl Heinrich Fiedler aus Oberwiesenthal erwarb am 9. März 1846 das Erbgericht und die Brauerei, die sich seitdem in Familienbesitz befinden. Ende des 19. Jahrhunderts übernahm Emil Richard Fiedler die Brauerei, führte die Flaschenbierproduktion ein und benannte sie in Brauerei Emil Fiedler um. 1920 übernahm Louis Emil Fiedler die Brauerei und führte sie als Brauerei Fiedler weiter.
Im Jahr 1954 wurde nach zahlreichen Modernisierungsmaßnahmen, die während des Zweiten Weltkriegs stillgelegte Brauerei durch den Sohn von Emil Louis Fiedler, Karl Fiedler, wiedereröffnet. 1966 erreichte der jährliche Bierausstoß 2781 Hektoliter. Durch den Bau des Pumpspeicherkraftwerkes in Markersbach wurde die Produktion bis auf 7000 Hektoliter angehoben. Bis 1985 wurden neben Bier auch alkoholfreie Getränke (1977 beispielsweise etwa 1200 Hektoliter) produziert. Die jährliche Produktion stieg bis 1989 auf 9500 Hektoliter an. Zur politischen Wende 1989/90 sank durch den Konkurrenzdruck die Produktion auf 2500 Hektoliter.
Nach der politischen Wende 1989/90 verkaufte Karl Fiedler die Brauerei an seinen Neffen Christian Fiedler, der sie in den Jahren 1990 und 1991 umfassend modernisierte und 1991 wieder in Betrieb nahm. Im Jahr 1999 wurde dessen Sohn Thomas Braumeister der Brauerei.
Von 2003 bis 2005 wurden etwa eine Million Euro in eine neue Flaschenabfüllung investiert. Seit Juni 2010 wird die neue 0,5-Liter-Longneckflasche abgefüllt. 2011 wurden ca. 400.000 Euro in neue Malzsilos und zwei neue zylindrokonische Tanks mit je 190 Hektoliter Inhalt investiert. 2011 produzierte und verkaufte die Brauerei mit 17 Mitarbeitern etwa 15.500 Hektoliter Bier. Im Jahr 2015 wurden zwei weitere zylindrokonische Tanks mit je 190 Hektoliter Inhalt errichtet und in 2017, weitere zwei mit je 255 hl Inhalt. Der alte Läuterbottich wurde in 2017 ebenfalls ersetzt und automatisiert sowie eine Roboterpalettierung installiert. Der Absatz stieg auf mittlerweile 18.000 hl an. Im Jahr 2019 wurde das Sudhaus komplett modernisiert und automatisiert. Eine neue Reinigungsanlage wurde 2020 installiert und 2021 automatisiert.
Im August 2023 wurde die Unternehmensform in GmbH geändert und an Thomas und Sandra Fiedler weitergegeben. Geschäftsführer ist Thomas Fiedler.

## Sorten
- Fiedler Pilsener
- Fiedler Orgelpfeifenbräu
- Fiedler Magisterbräu Schwarzbier
- Fiedler Export
- Fiedler Dampflokbier
- Fiedler Bock Dunkel
- Fiedler Abrahamsbock
- Fiedler Radler
- Fiedler Kupfer
- Fiedler Weißbier

Historische
- Bockbier
- Weissbier
- Deutsches Pilsner
- Vollbier Hell
- Malzbier

Neben den neun Bieren bzw. Biermischgetränken wird auch eine rote Fassbrause und Felsquellwasser aus dem eigenen Tiefbrunnen am Fuß des Scheibenbergs in der Privatbrauerei abgefüllt.

## Auszeichnungen
- European Beer Star: 2009 Silber für Magisterbräu Schwarzbier in der Kategorie „German Style Schwarzbier“

- European Beer Star: 2020 Bronze für Magisterbräu Schwarzbier in der Kategorie „German Style Schwarzbier“

- Meiningers Craft Beer Award: 2021 Gold für das Pilsener in der Kategorie „Pilsener“

## Sonstiges
Die Brauerei ist Mitglied im Brauring, einer Kooperationsgesellschaft privater Brauereien aus Deutschland, Österreich und der Schweiz.